# Tengand-Tanga
Tengand-Tanga, également orthographié Tangand-Tanga, est une commune rurale située dans le département de Bokin de la province du Passoré dans la région Nord au Burkina Faso.

## Géographie
Tengand-Tanga est situé à 10 km au nord-est du centre de Bokin, le chef-lieu du département, et à environ 50 km à l'est de Yako. Le village se situe sur la rive gauche du Nakembé dont il constitue un point de passage à gué.

## Santé et éducation
Tengand-Tanga accueille un centre de santé et de promotion sociale (CSPS) tandis que le centre médical départemental (CM) est à Bokin et le centre médical avec antenne chirurgicale (CMA) de la province est à Yako.